# Гамберг (Північна Дакота)
Гамберг (англ. Hamberg) — місто (англ. city) в США, в окрузі Веллс штату Північна Дакота. Населення — 11 осіб (2020).

## Географія
Гамберг розташований за координатами 47°45′46″ пн. ш. 99°30′56″ зх. д. / 47.76278° пн. ш. 99.51556° зх. д. (47.762787, -99.515525).  За даними Бюро перепису населення США в 2010 році місто мало площу 1,02 км², уся площа — суходіл.

## Демографія
Згідно з переписом 2010 року, у місті мешкала 21 особа в 11 домогосподарстві у складі 5 родин. Густота населення становила 21 особа/км².  Було 15 помешкань (15/км²).
Расовий склад населення:
| - 100,0 % — білих |

До двох чи більше рас належало 0,0 %. Частка іспаномовних становила 0,0 % від усіх жителів.
За віковим діапазоном населення розподілялося таким чином: 9,5 % — особи молодші 18 років, 57,2 % — особи у віці 18—64 років, 33,3 % — особи у віці 65 років та старші. Медіана віку мешканця становила 56,3 року. На 100 осіб жіночої статі у місті припадало 250,0 чоловіків;  на 100 жінок у віці від 18 років та старших — 216,7 чоловіків також старших 18 років.
Цивільне працевлаштоване населення становило 6 осіб. Основні галузі зайнятості: виробництво — 50,0 %, транспорт — 33,3 %, сільське господарство, лісництво, риболовля — 16,7 %.